# Српска тајна (књига)
Српска тајна је књига Ивице Тодоровића објављена 2015. године. Књигу су заједнички објавили издавачка кућа "Невен" и Етнографски институт САНУ. Рецензенти књиге су били Мирко Благојевић, Милош Тимотијевић и Александра Павићевић.

## О аутору
Ивица Тодоровић је рођен  1971. године у Подгорици. Дипломирао је на Одељењу за етнологију и антропологију Филозофског факултета Универзитета у Београду 1996. године. Докторску дисертацију са темом "Значење и структура литијског опхода" одбранио је 2003. године након чега је стекао титулу доктора етнологије-антропологије. Највише научно звање, звање научног саветника, стекао је 2016. године. Основна поља истраживања др Тодоровића су проучавање културних образаца и научних парадигми, митологија и сакрални текстови, традиционална и савремена духовна култура Срба, српски етнокултурални маркери, етногенеза и порекло Срба, српски идентитет и представе о пореклу и етногенези, базични структурни модели.

## О књизи
Књига "Српска тајна" истражује културу, традицију и идеје српског народа кроз експериментална разматрања специфичних структурних и семантичких образаца од изузетног значаја у српском етнокултурном контексту. У књизи се аутор осврће на разне околности са којима се српски народ сучељавао током векова, са посебним освртом на феномене антисрбизма / србофобије. 
Тодоровић кроз књигу упознаје читаоце са базичним идејним системима српског народа који се налазе иза видљивих манифестација српског етничког постојања. Тодоровић пише о подударностима између различитих димензија културне и природне стварности и њеним релацијама са српским народом и државом Србијом. Граничне области науке, тј. нерешени проблеми који се тешко уклапају у оквире доминантне научне парадигме припадају "опасној зони" иза које вребају бројне заблуде и интелектуалне прелести. За свеобухватније разумевање и прихватање методологије, огледа, информација и закључака ове књиге, аутор читаоцу предлаже да превазиђе границе строго догматско атеистичко-материјалистичког схватања стварности. По речима Милоша Тимотијевића, књига "Српска тајна" је научно-интелектуална игра и покушај проучавања неистражених и недовољно јасно формулисаних области стварности.
У својој књизи, Тодоровић закључује да највеће богатство и снагу Србије чине њени духовно-симболички ресурси. У том контексту аутор помиње идеју Новог Израиља, изабраног народа и косовског завета, и закључује, да је однос науке, истине и религије у савременим оквирима поново преосмишљен и усложњен до крајњих граница.